# Susanne Westphal
Susanne Westphal, eigentlich Susanne Berg, (* 14. August 1970 in Mühldorf am Inn) ist eine deutsche Unternehmerin und Autorin.

## Leben
Nach ihrer Schulzeit in Altötting studierte sie Betriebswirtschaft in Angers, Frankreich und in Ingolstadt (katholische Universität Eichstätt). 1993 gründete sie eine Preisagentur, die sie 2001 veräußerte und leitete im Anschluss als Director Corporate Communications die interne und externe Unternehmenskommunikation des Mobilfunkunternehmens Quam in München. Im Jahr 2002 machte sie sich erneut selbständig und berät seitdem Unternehmen im Bereich Kommunikation und Leadership.
Die Mutter von vier Kindern und einer Stieftochter lebt mit ihrer Familie im Chiemgau. Westphal ist ihr Künstlername, mit dem sie beruflich bekannt ist.

## Auszeichnungen
- 2000: “Top 100 der New Economy”, Wirtschaftswoche, 7. September 2000

## Werke
- Überzeugungstäterin. Campus Verlag, 2020, ISBN 3593512432
- Die neue Lust an der Arbeit. Campus Verlag, 2018, ISBN 9783593507972
- Female Forces – Megatrend Frauen. Zukunftsinstitut, 2004, ISBN 3938284021
- Unternehmenskommunikation in Krisenzeiten. Wiley-VCH, 2002, ISBN 9783527500659
- Einfach becircend – die Typologie weiblichen Erfolgs. Piper, 2004, ISBN 3822506478,
- Das ultimative Schnäppchenbuch. Campus Verlag, 1998, ISBN 3593360187
- Die erfolgreiche Existenzgründung. Campus Verlag, 1997, ISBN 359335814X